# Бурлака Андрій Іванович
Бурлака Андрій Іванович (нар. 1965 року в м. Радянська Гавань (Хабаровський край, Зелений Клин)) — генерал-полковник ФСБ, один з головних фігурантів справи про збиття Boeing MH17.
У 1986 році закінчив вище прикордонне училище. Службу розпочинав в Середній Азії (на кордоні Радянського Союзу з Афганістаном та Іраном).
У 1995 році закінчив Академію ФСБ, після чого працював керівником оперативних підрозділів в Тихоокеанському регіональному прикордонному управлінні і в Далекосхідному регіональному управлінні в Хабаровську. У жовтні 2007 року указом Володимира Путіна генерал-майора Бурлаку призначили начальником Сахалінського прикордонного управління ФСБ Росії.
До 2012 року був директором Далекосхідної прикордонної служби. 
Після роботи на Сахаліні переведений в Москву, де він уже в званні генерал-лейтенанта спочатку працював начальником оперативно-організаційного управління прикордонної служби ФСБ Росії, а потім став заступником керівника цього відомства.
Він також згадується як одержувач нагороди прикордонної служби Союзу незалежних держав (2019 рік).
У матеріалах об'єднаної слідчої групи (JIT), яка веде офіційне міжнародне розслідування падіння літака Boeing MH17, один із організаторів — людина під псевдонімом "Володимир Іванович". Люди, що особисто спілкувалися з цією людиною, як повідомляє BBC, стверджують, що за цим ім'ям може ховатися діючий перший заступник керівника прикордонної служби ФСБ Росії генерал-полковник Андрій Бурлака.